# Nonkilling

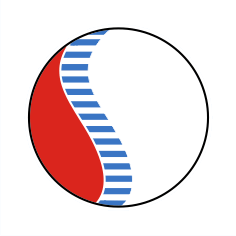
To logo, stworzone przez Glenn D. Paige, objaśnia idee niezabijania przez połączenie starożytnego azjatyckiego symbolu yin i yang z ostatnimi badaniami mózgu dowodzącymi ze stymulacja połączeń między systemami w mózgu odpowiedzialnymi za kontrolowanie emocji i ruchu możne asystować zmianie zachowania człowieka z agresywnego na nieagresywne. Podobnie, Kreatywne Transformacyjne Inicjatywy (niebieskie), w połączeniu z Ludzkim Potencjałem Niezabijania (białe) może przynieść kres zabijaniu (red).

Nonkilling – termin w języku angielskim, odnosi się do nieobecności zabijania, gróźb zabicia i warunków sprzyjających zabijaniu w społeczeństwie. Pomimo że termin w świecie akademickim używany jest głównie w odniesieniu do zabijania istot ludzkich, czasem jest rozszerzany na zwierzęta i inne formy życia. Odnosi się to także do tradycyjnego zastosowania terminu "nonkilling" (lub "non-killing) jako części buddyjskiej filozofii, wyrażonej w pierwszej zasadzie Pancasili. Pisma buddyjskie w języku palijskim bezpośrednio odnoszą się do nieagresywności i niezabijania: mnisi powinni nie tylko unikać zabijania ale także powstrzymać się od zachęcania innych ludzi do odebrania sobie życia,. Znacząco, "niezabijanie zostało także użyte ostatnio w "Karcie na Rzecz Świata bez Przemocy" zaakceptowanej przez 8. Światowy Kongres Laureatów Pokojowej Nagrody Nobla.
W analizie przyczyn, nonkilling obejmuje koncepty: pokoju (nieobecności wojny i warunków sprzyjających wojnie), nieagresywności (psychologicznej, fizycznej i strukturalnej) i ahinsy (niekrzywdzenia myślą, słowem i uczynkiem. Nie wykluczając żadnego z wymienionych terminów, nonkilling oferuje wyjątkowe podejście cechujące się wymiernością jego celów i otwartym charakterem jego realizacji. W porównaniu z użyciem terminów takich jak "nieagresywność" lub "pokój", które często podąża tropem klasyczej formy argumentacji odnoszącej się do abstrakcyjnych idei często prowadząc do bierności, zabijanie (i jego antonim, nonkilling) odnosi się do konkretnych przyczyn i jest bardziej wymierny poprzez przyjęcie perspektywy zdrowia publicznego (prewencji, interwencji i post-traumatycznej transformacji zmierzającej ku stopniowej likwidacji zabijania).
W szerokim rozumieniu, nonkilling przeciwstawia się agresji, zabójstwom, karze śmierci, czystkom etnicznym, wojnom domowym, zabijaniu rytualnemu, masowym mordom, wojnie, przemocy, terroryzmowi, zamachom, strukturalnej przemocy, strzelaninom w szkołach, sztucznym poronieniom, tyranii, królobójstwu, zabójstwom na tle politycznym, honorowemu zabijaniu, holocaustowi, dzieciobójstwu i innym, bezpośrednim, pośrednim lub strukturalnym, formom zabijania.